# Onithochiton gotoi
Onithochiton gotoi is een keverslakkensoort uit de familie van de Chitonidae. De wetenschappelijke naam van de soort is voor het eerst geldig gepubliceerd in 1993 door Van Belle.